# 生きていたんだよな
「生きていたんだよな」は、シンガーソングライター・あいみょんのメジャー1stシングル。ワーナーミュージック・ジャパン内のレーベル「unBORDE」から2016年11月30日に発売された。

## 解説
あいみょんのメジャーデビューシングル。表題曲の「生きていたんだよな」は、テレビドラマ『吉祥寺だけが住みたい街ですか?』のオープニングテーマとなっており、初のドラマのタイアップ曲になっている。ポエトリーリーディングを取り入れている。
ジャケットのアートワークのディレクション、イラスト、撮影は、アーティストのとんだ林蘭が手がけた。

## ミュージック・ビデオ
2016年12月1日に公開。監督は夏目現。
YouTubeにて公開された「生きていたんだよな」のミュージック・ビデオはTwitterと連動した「リアルタイム・ツイートムービー」という映像作品で、Twitter上の「死ね」というキーワードを含んだツイートを約4分ごとに抽出し、そのツイートがほぼリアルタイムで動画に反映されていた。
2022年1月現在2700万回以上再生されている。

## 収録曲
| 全作詞・作曲: あいみょん。 |                                                                           |            |            |                                                                   |      |
| #                          | タイトル                                                                  | 作詞       | 作曲・編曲 | 編曲                                                              | 時間 |
| 1.                         | 「生きていたんだよな」                                                    | あいみょん | あいみょん | 立崎優介・田中ユウスケ（共同編曲、プログラミング&全楽器演奏共作） | 3:14 |
| 2.                         | 「今日の芸術」                                                            | あいみょん | あいみょん | 関口シンゴ                                                        | 4:15 |
| 3.                         | 「君がいない夜を越えられやしない」                                        | あいみょん | あいみょん | 関口シンゴ                                                        | 4:11 |
| 4.                         | 「生きていたんだよな (弾き語りver.)」(iTunes Store限定ボーナス・トラック) | あいみょん | あいみょん |                                                                   |      |

## タイアップ
- テレビ東京系テレビドラマ『吉祥寺だけが住みたい街ですか?』オープニングテーマ（M1）

## カバー
- 花譜 - 2019年9月27日にYouTubeで歌唱動画を公開。
- あれくん - 2020年2月18日にYouTubeで弾き語り歌唱動画を公開。